# 和南津橋
和南津橋（わなづばし）は、新潟県長岡市川口和南津 - 川口中山の魚野川に架かる国道17号の橋長189.745 m（メートル）の桁橋。

## 概要
- 形式 - 鋼7径間カンチレバー鈑桁橋
- 橋長 - 189.745 m
  - 支間割 - 24.5 m + 3×28 m + 28.56 m + 27.485 m + 24.5 m
- 幅員
  - 総幅員 - 9.000 m[注釈 1]
- 橋台 - 重力式橋台（左岸）・半重力式橋台（右岸）
- 橋脚 - 半重力式橋脚
- 施工 - 宮地鐵工所[注釈 2]（新設時）

### 拡幅工事
和南津橋は1954年（昭和29年）に橋長189.615 m、幅員5.8 mの鋼カンチレバー鈑桁橋として新潟県小千谷土木出張所により完成したが、縦桁や床版端部の補強がなされていなかったことや車両の重量化に伴う床版や伸縮部などの損傷があった。下部工は1935年（明治10年）に施工されたものを1954年（昭和29年）に鉄筋コンクリートで巻き立て補強したものであり、右岸側橋台と橋脚は井筒基礎によるものであった。。
このため、国道17号の二次改築事業として建設省北陸地方建設局上越国道工事事務所により拡幅補強が1965年（昭和40年）に事業化された。対策案には新設・両側拡幅・片側拡幅の3案があった。架橋地点は迂回路がなく新設では仮橋の設置が必要がとなり、両側拡幅も現橋の利用が困難になることから、工費が最も安価でもある片側拡幅案が採用された。拡幅にあたり、現橋の主桁間隔を4.2 mから2.6 mとし、下流側に主桁を2本新設して合わせて4主桁で支持するものとした。下部工は現橋の根入れが浅いことから杭基礎が採用された。拡幅は1億円を投じ1967年（昭和42年）12月に完成した。

## 歴史
1875年（明治8年）に永寿橋として架橋され、1878年（明治11年）8月には橋長162 m、幅員3.6 mの木橋となる。
1885年（明治18年）5月に和南津橋と名を変えて、橋長178 m、幅員5.4 mの木橋となるが、1888年（明治21年）に37 mが流失する。
1895年（明治28年）8月に橋長178 m、幅員5.4 mの木造吊橋となるが、1901年（明治34年）5月4日に流失してしまう。
1903年（明治36年）8月に木橋が架かると、1928年（昭和3年）に架替られる。その後、1937年（昭和12年）に橋長189.5 m、幅員6 mの木橋が架かる。
1954年（昭和29年）10月8日に永久橋の現橋が架かると、1965年（昭和40年）11月30日に国道17号の二次改築の一環として拡幅に着手し、1967年（昭和42年）12月13日に完成する。